# Осенние визиты (мини-сериал)
«Осенние визиты» — российский фантастический мини-сериал режиссёра Георгия Саенко по одноимённому роману Сергея Лукьяненко, созданный в 2020-2023 гг. Главные роли в нём сыграли Сергей Лисинчук, Андрей Венцель, Алексей Венцель, Татьяна Иванашко. 

## Сюжет
Литературной основой сценария стала одноимённая книга Сергея Лукьяненко, написанная в начале 1990-х. По сюжету к шести разным людям приходят их двойники — потусторонние существа Визитёры, которые олицетворяют определённые абстрактные идеи: Добро, Тьму, Власть, Творчество, Развитие, Силу. Все они ведут самостоятельную игру друг против друга, побуждая свои земные прототипы бороться друг с другом, побуждают людей убить остальных двойников. От того, кто из них останется жив, зависит дальнейшее развитие человечества, - победа того, или иного аспекта направит его по соответствующему пути. В романе продвигается идея, что такое противостояние происходит не в первый раз, и именно им объясняется извилистый путь, по которому идет история на Земле.

## В ролях
- Сергей Лисинчук — Илья Карамазов, «Тьма»
- Андрей Венцель — Виз, «Развитие»
- Алексей Венцель — Кирилл Корсаков
- Татьяна Иванашко — Анна/Мария, «Свет»
- Сергей Кашуцкий — Заров, «Слава»
- Денис Глушенко — Николай, «Сила»
- Виктор Бусаренко — Аркадий Львович/Визард, «Мудрость»
- Виктор Галкин — Рашид/Визирь, «Власть»
- Алексей Хаснутдинов — Фархад

## Создание и оценки
Проект был создан в Приморье. Сергей Лукьяненко в 2018 году продал права на экранизацию романа режиссёру из Владивостока Георгию Саенко за символическую плату в один рубль. Средства на производство были собраны за счёт краудфандинга. Роли в сериале сыграли артисты владивостокских театров Сергей Лисинчук, Андрей Венцель, Алексей Венцель, Татьяна Иванашко и другие, согласившиеся участвовать в проекте бесплатно. Продюсерами сериала стали Сергей Лукьяненко и программист, генеральный директор холдинга DZ Systems Дмитрий Завалишин.
Премьера первой серии состоялась 10 октября 2020 года на фестивале «Литература Тихоокеанской России», вторую серию представили на специальном показе в Москве и выложили в Интернете в апреле 2021 года, а следующие пять выкладывались в сеть последовательно, по мере завершения работы с ними, вплоть до 2023 года.
Сериал получил умеренно положительные отзывы. Рецензенты отмечают неплохую игру актёров, близость сценария к книге. Лукьяненко тоже оценил сериал положительно. По его словам, прежде режиссёры не брались экранизировать его роман «Осенние визиты», «потому что книга социальная и очень живая. И вот ребята решили рискнуть, и я понял, что тут вопрос не денег, не гонорара, а вопрос принципа...».